# Algarve Cup 1994
L'Algarve Cup 1994 è stata la prima edizione dell'Algarve Cup. Ebbe luogo dal 16 al 20 marzo 1994.

## Formato
L'edizione inaugurale di questa competizione vedeva le padrone di casa del Portogallo contro quattro squadre scandinave (Danimarca, Svezia, Norvegia, Finlandia) e gli Stati Uniti.
Le 6 squadre erano divise in due gironi all'italiana. Dopo gli scontri diretti nel girone, vennero disputate tre finali: la finale per il quinto posto tra le terze, la finale per il terzo posto tra le seconde e la finale tra le prime.
Erano assegnati tre punti per la vittoria, uno per il pareggio e zero per la sconfitta. In caso di parità di punti, venivano considerati gli scontri diretti, la differenza reti e i gol fatti.

## Squadre
- Danimarca
- Finlandia
- Norvegia

- Portogallo
- Svezia
- Stati Uniti

## Fase a gironi

### Gruppo A
| Squadra     | Pt | G | V | N | P | GF | GS | DR |
| ----------- | -- | - | - | - | - | -- | -- | -- |
| Stati Uniti | 6  | 2 | 2 | 0 | 0 | 6  | 0  | +6 |
| Svezia      | 3  | 2 | 1 | 0 | 1 | 3  | 1  | +2 |
| Portogallo  | 0  | 2 | 0 | 0 | 2 | 0  | 8  | -8 |

| 16 marzo 1994                                                  | Stati Uniti | 5 – 0 | Portogallo |  |
| \| \| \| \| \| Gabarra Lilly Milbrett Foudy \| Marcatori \| \| |             |       |            |  |
|                                                                |             |       |            |  |
| Gabarra Lilly Milbrett Foudy                                   | Marcatori   |       |            |  |

| 17 marzo 1994                                                   | Svezia    | 3 – 0 | Portogallo |  |
| \| \| \| \| \| Nilsson ? (autorete) Nessvold \| Marcatori \| \| |           |       |            |  |
|                                                                 |           |       |            |  |
| Nilsson ? (autorete) Nessvold                                   | Marcatori |       |            |  |

| 18 marzo 1994                          | Stati Uniti | 1 – 0 | Svezia |  |
| \| \| \| \| \| Hamm \| Marcatori \| \| |             |       |        |  |
|                                        |             |       |        |  |
| Hamm                                   | Marcatori   |       |        |  |

### Gruppo B
| Squadra   | Pt | G | V | N | P | GF | GS | DR  |
| --------- | -- | - | - | - | - | -- | -- | --- |
| Norvegia  | 6  | 2 | 2 | 0 | 0 | 12 | 1  | +11 |
| Danimarca | 3  | 2 | 1 | 0 | 1 | 2  | 6  | -4  |
| Finlandia | 0  | 2 | 0 | 0 | 2 | 0  | 7  | -7  |

| 16 marzo 1994                                                                  | Norvegia  | 6 – 0 | Finlandia |  |
| \| \| \| \| \| Hegstad Aarønes Krokan Sandberg ? (autorete) \| Marcatori \| \| |           |       |           |  |
|                                                                                |           |       |           |  |
| Hegstad Aarønes Krokan Sandberg ? (autorete)                                   | Marcatori |       |           |  |

| 17 marzo 1994                               | Danimarca | 1 – 0 | Finlandia |  |
| \| \| \| \| \| Rasmussen \| Marcatori \| \| |           |       |           |  |
|                                             |           |       |           |  |
| Rasmussen                                   | Marcatori |       |           |  |

| 18 marzo 1994                                                                  | Norvegia  | 6 – 1  | Svezia |  |
| \| \| \| \| \| Aarønes Riise Medalen Hegstad Carlsen \| Marcatori \| Hansen \| |           |        |        |  |
|                                                                                |           |        |        |  |
| Aarønes Riise Medalen Hegstad Carlsen                                          | Marcatori | Hansen |        |  |

## Finale Quinto Posto
| 20 marzo 1994                                    | Portogallo | 2 – 0 | Finlandia |  |
| \| \| \| \| \| Couto Sequeira \| Marcatori \| \| |            |       |           |  |
|                                                  |            |       |           |  |
| Couto Sequeira                                   | Marcatori  |       |           |  |

## Finale Terzo Posto
| 20 marzo 1994                              | Svezia    | 1 – 0 | Danimarca |  |
| \| \| \| \| \| Videkull \| Marcatori \| \| |           |       |           |  |
|                                            |           |       |           |  |
| Videkull                                   | Marcatori |       |           |  |

## Finale
| 20 marzo 1994                             | Norvegia  | 1 – 0 | Stati Uniti |  |
| \| \| \| \| \| Aarønes \| Marcatori \| \| |           |       |             |  |
|                                           |           |       |             |  |
| Aarønes                                   | Marcatori |       |             |  |

## Classifica finale
| Posizione | Squadra     |
| --------- | ----------- |
| 1         | Norvegia    |
| 2         | Stati Uniti |
| 3         | Svezia      |
| 4         | Danimarca   |
| 5         | Portogallo  |
| 6         | Finlandia   |